# عبد الله يامين
عبد الله يامين مواليد 30 ديسمبر 2000 في المالديف، هو لاعب كرة قدم مالديفي. يلعب في مركز الوسط.

## روابط خارجية
- عبد الله يامين على موقع قاعدة بيانات كرة القدم.إي يو (الإنجليزية)
- عبد الله يامين على موقع ناشيونال فوتبول تيمز (الإنجليزية)